# Joseph Lieutaud

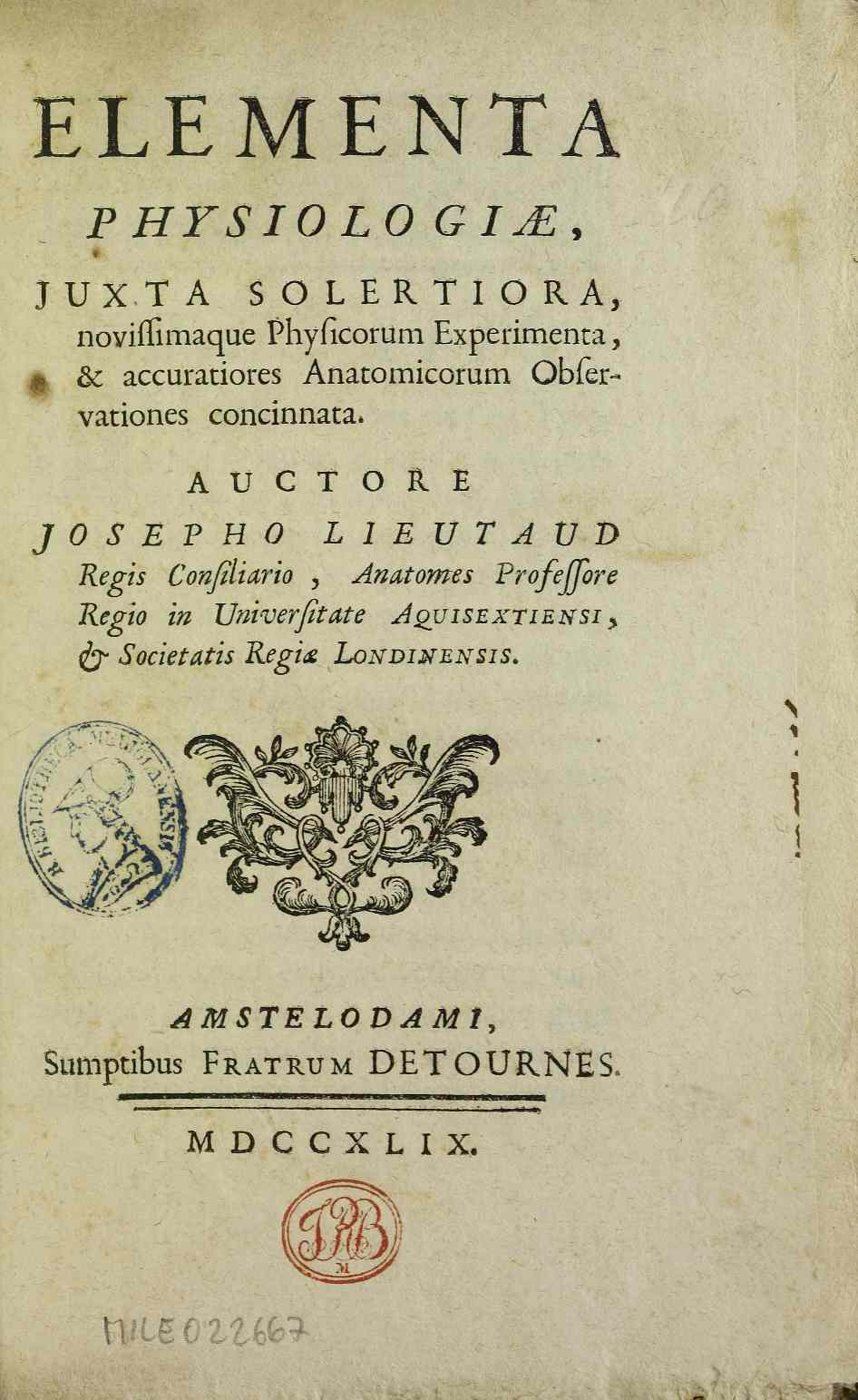
Elementa physiologiae, 1749

Joseph Lieutaud (Aix-en-Provence, 21 giugno 1703 – Versailles, 6 dicembre 1780) è stato un medico francese.

## Biografia

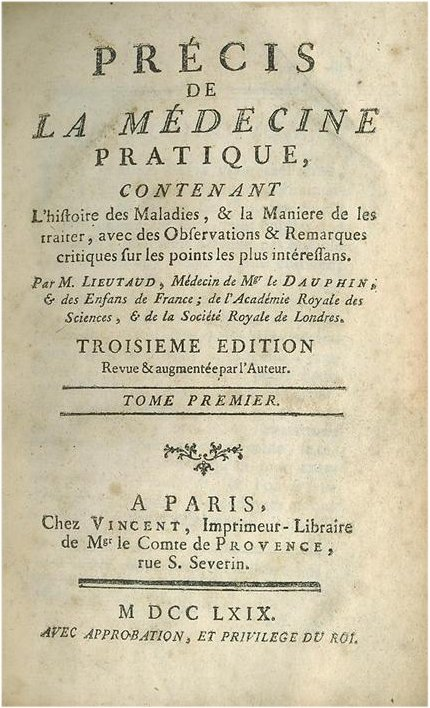
Frontespizio di Précis de la médecine pratique

I suoi genitori erano Jean-Baptiste Lieutaud, un avvocato, e Louise (de) Garibel.
Studiò botanica, dietro ispirazione di suo zio Pierre Joseph Garidel, ma fu impiegato come medico nell'Hotel-Dieu di Aix-en-Provence. Conseguì la laurea nell'università di Aix-Marseille nel 1725.
Diventò medico nell'infermeria reale nel 1750, poi pediatra nella corte di Luigi XV di Francia e infine medico personale di Luigi XVI di Francia.
Pubblicò un saggio sull'anatomia umana. Il suo Précis de médecine pratique, pubblicato in quattro volumi fra il 1760 e il 1776, è una testimonianza di medicina all'avanguardia.

## Opere
- Joseph Lieutaud, Elementa physiologiae, Amstelodami, Frères de Tournes, 1749. URL consultato l'11 gennaio 2017.
- Joseph Lieutaud, Synopsis universae praxeos medicae [fre], A Paris, Philippe Vincent, 1766. URL consultato l'11 gennaio 2017.
- Joseph Lieutaud, Historia anatomico-medica. 1, Parisiis, Philippe Vincent, 1767. URL consultato l'11 gennaio 2017.
- Joseph Lieutaud, Anatomie historique et pratique. 1, A Paris, Philippe Vincent, Laurent Charles d'Houry, Pierre François il giovane Didot, 1776. URL consultato l'11 gennaio 2017.
- Joseph Lieutaud, Anatomie historique et pratique. 2, A Paris, Philippe Vincent, Laurent Charles d'Houry, Pierre François il giovane Didot, 1777. URL consultato l'11 gennaio 2017.
- (FR) Joseph Lieutaud, Precis de la medecine pratique. 2, Pierre Dumesnil (veuve), 1787.

- (FR) Joseph Lieutaud, Precis de la medecine pratique. 3, 1787.